# Українське ботанічне товариство
Українське ботанічне товариство — об'єднання ботаніків спочатку УРСР, як філія Всесоюзного Ботанічного Товариства при AH СРСР, тепер НАН України. Засноване у 1919 році як ботанічна підсекція природничої секції Українського наукового товариства. З 19 березня 1925 року як окреме товариство. Веде науково-дослідну й популяризаторську роботу.

## Очільники
Серед інших товариство очолювали О. А. Яната, О. В. Фомін (1923 — 1935), Д. К. Зеров (1957—1972), К. М. Ситник (1972—2011), С.Л. Мосякін (від 2011).

## Видання
У 1921 — 1929 роках УБТ видавало «Український ботанічний журнал» (вийшло 5 томів), з 1959 року видає «Щорічник Українського ботанічного товариства».

## Мережа відділень
Має свої відділи і групи в більшості міст України. 